# Архангел Гавриил
Арха́нгел Гаврии́л — один из архангелов в иудаизме (Гавриил (ивр. גַּבְרִיאֵל‎)) и христианстве (др.-греч. Ἀρχάγγελος Γαβριήλ), а также ангел-мукаррабун в исламе, где он известен под именем Джибриль (Джабраил). Это имя означает буквально «Всевышний — сила моя» или «сила Господня». 

## В иудаизме
В еврейской традиции Гавриил — один из четырёх архангелов (ивр. Гавриэль, Михаэль, Уриэль и Рафаэль), стоящих по четырём сторонам престола Бога и исполняющих обязанности стражей на четырёх концах мира (Книга Еноха 9, 1). Эти четыре архангела, которые и поныне призываются в православной молитве «на сон грядущий», упоминаются вместе.
В Танахе Гавриил упоминается в Книге пророка Даниила, где он один раз является Даниилу в видении (Дан. 8:16), и один раз во плоти (Дан. 9:21).
Каждые три колена Израилевых имеют своих ангелов-хранителей в лице этих четырёх архангелов (См. Комментарий к Торе — Бэмидбар Рабба 2, 10). Михаэль и Гавриэль защищают евреев от преследователей (Ялкут Хадаш 57б) и молятся перед Божьим престолом о благополучии всего рода человеческого и об освобождении еврейского народа из неволи. Три ангела, явившиеся к Аврааму, были Михаил, Гавриил и Рафаил.
Кроме того, согласно мидрашу Гавриил играет роль ангела смерти. Он приходит как посланник «верховного суда» за праведниками с идеально ровным ножом в руках и забирает им души праведников, сравнивается с «кошерной шхитой». За грешниками же приходит Самаэль с зазубренным ножом и то, что делает Самаэль с грешниками, — это «шхита некошерная».

## В христианстве

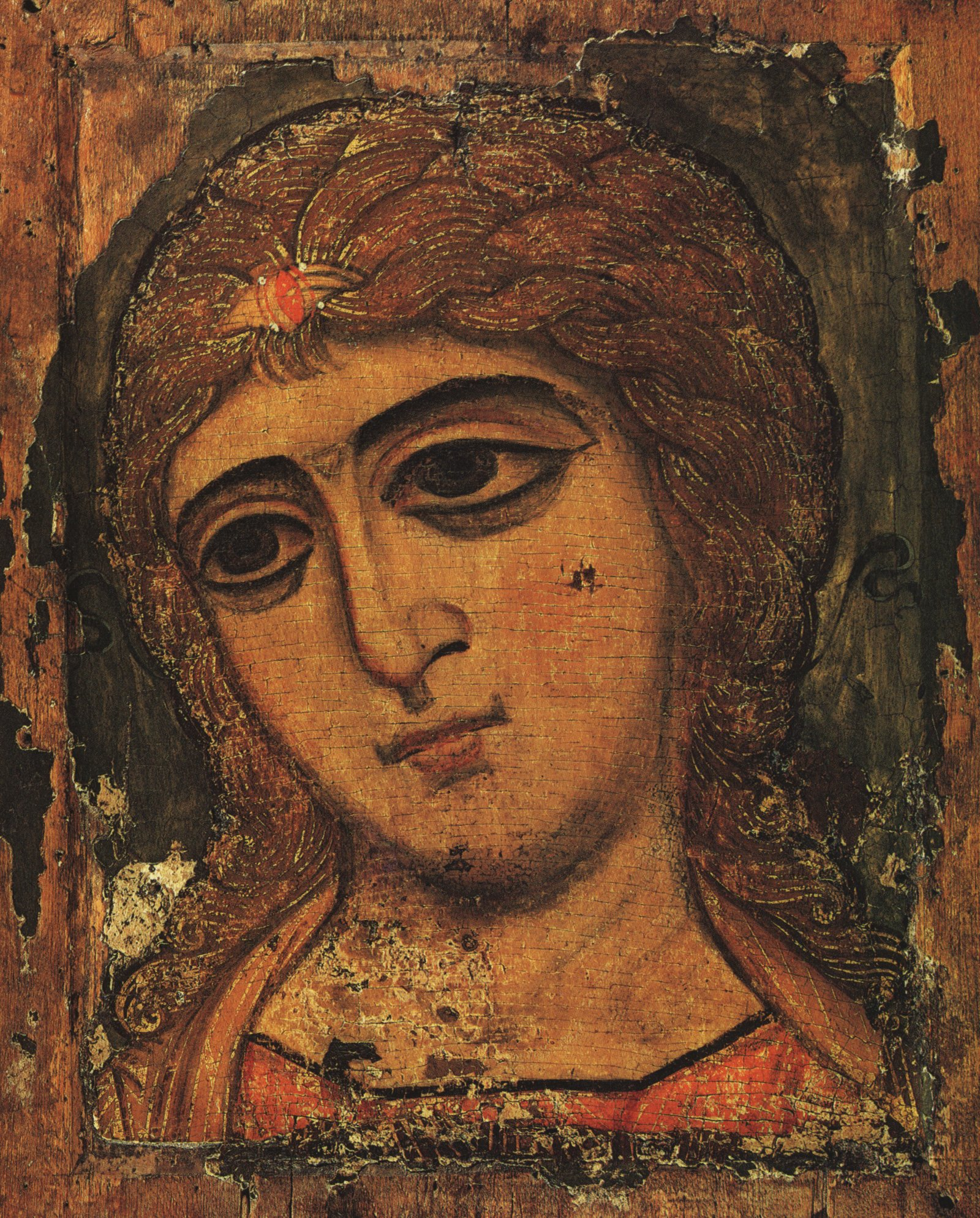
Ангел Златые власы (архангел Гавриил), новгородская икона XII века, Русский музей

Согласно христианской традиции, Гавриил открывает тайное знание Бога.
В Ветхом Завете через архангела Гавриила пророку Даниилу раскрываются тайны будущего (Дан. 8:16) и сообщает о пришествии Мессии через «семьдесят седмин» (Дан. 9:20—27).
Согласно Евангелию от Луки, архангел Гавриил явился в Храме праведному Захарии, отцу Иоанна Крестителя, и возвестил о рождении у него сына, сказав: «многие о рождении его возрадуются, ибо он будет велик пред Господом; не будет пить вина и сикера, и Духа Святаго исполнится ещё от чрева матери своей» (Лк. 1:13—17). Захария выразил недоверие архангелу, и за это тот покарал его немотой.
Согласно Евангелию от Луки, в шестой месяц после зачатия праведной Елисаветою святого Иоанна Предтечи Гавриил был послан Богом в Назарет к Деве Марии возвестить ей благую весть о будущем рождении по плоти от неё Иисуса Христа (Благовещение):

Ангел, войдя к Ней, сказал: радуйся, Благодатная! Господь с Тобою; благословенна Ты между жёнами. Она же, увидев его, смутилась от слов его и размышляла, что бы это было за приветствие. И сказал Ей Ангел: не бойся, Мария, ибо Ты обрела благодать у Бога; и вот, зачнёшь во чреве, и родишь Сына, и наречёшь Ему имя: Иисус. Он будет велик и наречётся Сыном Всевышнего, и даст Ему Господь Бог престол Давида, отца Его; и будет царствовать над домом Иакова во веки, и Царству Его не будет конца.
— Лк. 1:28—33
Кроме того, согласно церковному преданию, архангел Гавриил передал Деве Марии весть о её кончине за несколько дней до неё.
26 марта (8 апреля) и 13 (26) июля в Православной церкви празднуется Собор Архангела Гавриила шестеричным богослужением. На иконах архангел Гавриил часто изображён с цветущей райской ветвью или лилией. Встречаются также изображения со сферическим зерцалом в руке, а порой со свечой внутри светильника. Архангел Гавриил часто изображается на северных дверях иконостаса. Он — один из щитодержателей на Гербе Российской империи.
22 сентября 1972 года папа римский Павел VI подписал апостольское письмо архиепископу Венскому, по которому Архангел Гавриил является патроном почты и филателии. По ходатайству архиепископа Венского на основании этого письма австрийская почта издала в 1973 году почтовую марку с изображением архангела (1490 год) и текстом «Архангел Гавриил — защитник и патрон филателии».

## В исламе
В исламе Джибриль (Джабраил) — один из четырёх особо «приближённых» к Аллаху ангелов. Джибриль является главным посредником между Аллахом и пророками, в том числе и Мухаммедом. В Коране он упоминается как покровитель Мухаммеда, который защищает его вместе с Аллахом от неверующих. Через Джибриля Аллах ниспосылал Мухаммеду откровение — Коран.
Толкователи Корана относят к Джибрилю также такие обозначения как «дух» (ар-pyx), «дух святой» (рух аль-кудус), «дух верный» (ар-pyx аль-амин), «дух от повеления Аллаха» (рух мин амр Аллах). Аналогичные выражения употребляются в рассказах о пророке Исе (Иисус) и его матери Марьям (Мария); считается, что Коран связывает их и с Джибрилем.
В исламском предании (сунна) подробно описывается роль Джибриля в жизни пророка Мухаммеда. Он передавал Мухаммаду по частям Коран. Джибрил оберегал и наставлял пророка, сопровождал его во время «ночного путешествия» в Иерусалим. Он также помогал ему в богословских спорах и войне против мекканских язычников. Иногда его описывают как существо огромного роста, чьи ноги на земле, а голова — в облаках.
Согласно преданию, Аллах посылал Джибриля за землёй для творения Адама (библ. Адам). После его изгнания из рая он опекал Адама. Джибриль спасал Нуха (Ноя) и сына Ибрахима (Авраам), обучил Юсуф (Иосиф) множеству языков, научил Давуда (Давид) делать кольчуги, помогал Сулейману (Соломон), предрёк Закарии рождение Яхьи (Иоанн Креститель).

## Образ в искусстве
В литературе

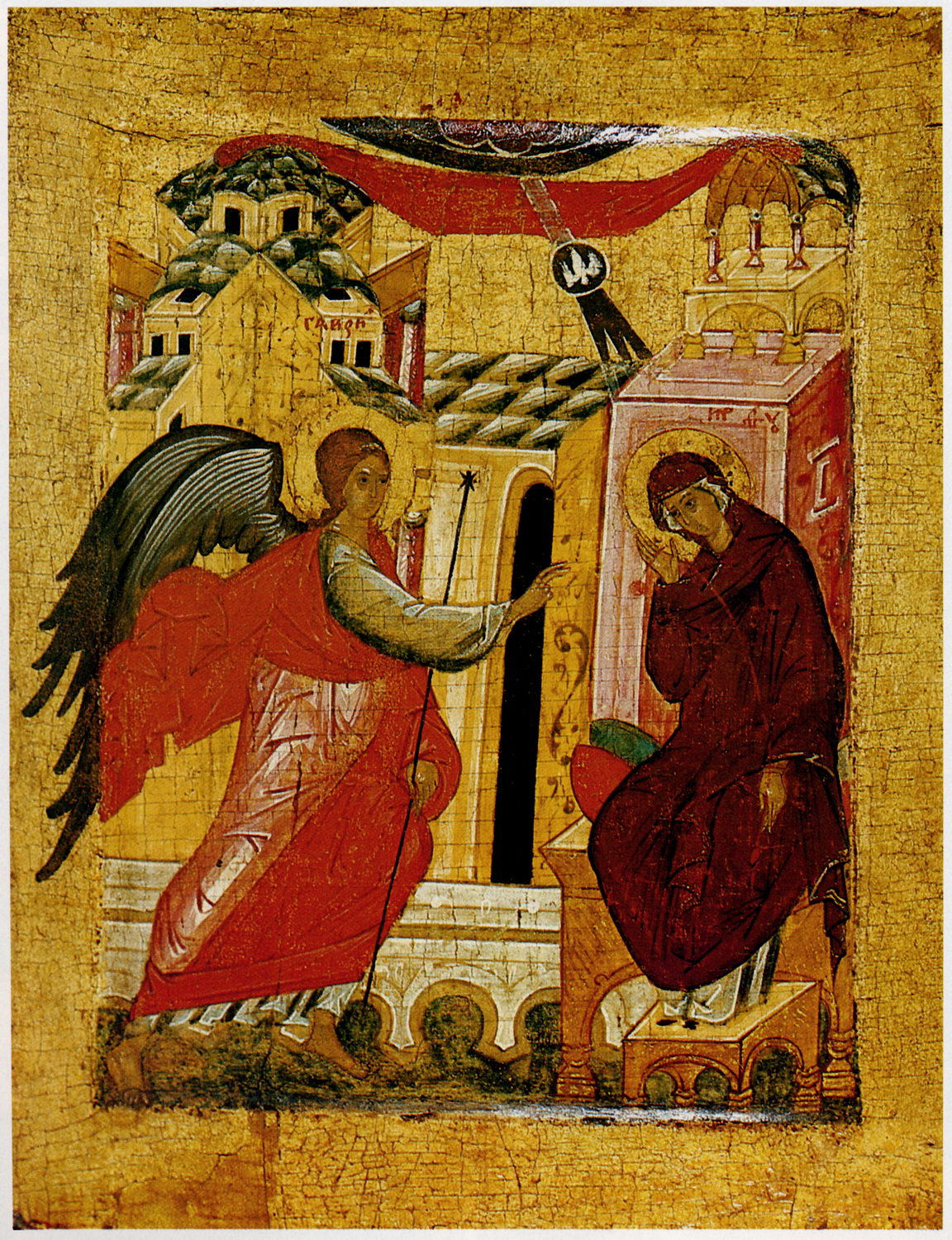
Архангел Гавриил на иконе Благовещения (Суздаль, XV век)

- В поэме «Antonias» Маффео Веджио (1437) архангел Гавриил общается со святым Антонием.
- «Гавриилиада» (1821) — поэма А. С. Пушкина, обыгрывающая сюжет Евангелия о Благовещении. Поэма носит кощунственный и непристойный характер (сам Пушкин не раз пытался убедить власти в России, что не он — автор этой поэмы)[20].

В кинематографе
- «Второй трагический Фантоцци» (1976) — архангел Гавриил является главному герою в бреду.
- «Пророчество» (1995, 1998, 2000) — архангел Гавриил (Кристофер Уокен) возглавляет одну из сторон в войне ангелов. Он ненавидит людей за то, что Бог дал им душу, и Гавриил хочет уничтожить человечество.
- «Ван Хельсинг» (2004) — архангел Гавриил (Гэбриэл), левая рука Бога, послан на землю уничтожить первого вампира — графа Дракулу. Во время первой битвы он отсёк у Дракулы палец с печаткой и взял её себе. По сюжету фильма, не помня кто он на самом деле, назывался Ван Хельсингом, до тех пор, когда Дракула не рассказал о его прошлом.
- «Константин: Повелитель тьмы» (2005) — в роли архангела Гавриила актриса Тильда Суинтон. Здесь он показан как пытающийся превратить Землю в ад, сговорившись с сыном Сатаны.
- телесериал «Сверхъестественное» (2005—2020) — архангел Гавриил (Габриэль) выступает в роли «проказника» (трикстера), выступившего против братьев (архангелов и ангелов), вступившись за людей. В роли Спейт, Ричард (младший).
- «Ангел света» (2007) — архангел Гавриил (Энди Уитфилд) — Божественный вестник, послан с небес, чтобы вновь разжечь утраченный Свет и низвергнуть власть Тьмы.
- «Легион» (2010) — архангел Гавриил (Кевин Дюранд) противостоит другому архангелу — Михаилу, восставшему против плана Бога, пожелавшего уничтожить людей.
- «Доминион» (2014—2015) — архангел Гавриил (Карл Бьюкс) является антагонистом сериала, который планирует убить Архангела Михаила и уничтожить человечество.
- «Благие знамения» (2019) — архангел Гавриил (Джон Хэмм) является Главным в Небесном офисе, принимает участие в Армагедоне.
- «The Mandela Catalogue» (2021—наше время) — архангел Гавриил является главным антагонистом сериала. По сюжету, он предотвратил рождение Иисуса Христа и провозгласил себя спасителем. Но на самом деле, он является Сатаной, управляющей «альтернативами» (демонами)[21][22].

В играх
- «Ultrakill» (2020) — архангел Гавриил является одним из антагонистов игры. По сюжету является высшим ангелом. Осуществлял правосудие в аду, будучи известным как «Воля Божья».